# Hohes Licht
Hohes Licht é uma montanha de 2651 metros de altitude localizada nos Alpes de Allgäu. Fica no distrito de Reutte.